# Rumunsko na Letních olympijských hrách 1924
Rumunsko se účastnilo Letní olympiády 1924 ve francouzské Paříži. Zastupovalo ho 35 mužů ve 4 sportech.

## Medailisté
| Medaile | Jméno         | Sport | Soutěž      |
| ------- | ------------- | ----- | ----------- |
| Bronz   | Družstvo mužů | Ragby | turnaj mužů |